# Harald zur Hausen
Harald zur Hausen (Gelsenkirchen-Buer, 11 de marzo de 1936-Heidelburgo, 28 de mayo de 2023) fue un científico y médico alemán.
Realizó las investigaciones sobre el cáncer del cuello de útero, donde descubrió el papel del virus del papiloma humano, por lo cual recibió el Premio Nobel de Medicina en 2008, junto con Françoise Barré-Sinoussi y Luc Montagnier.
Zur Hausen estudió Medicina en las Universidades de Bonn, Hamburgo y Düsseldorf y recibió el doctorado en 1960.
Después trabajó como médico asistente y, dos años más tarde, ingresó en el Instituto de Microbiología de la Universidad de Düsseldorf como asistente científico. Después de tres años y medio, se trasladó a Filadelfia (EE. UU) y trabajó en los laboratorios virales del Children's Hospital y como profesor asistente en la Universidad de Pensilvania. En 1969 se convirtió en profesor titular de la Universidad de Wurzburgo, donde trabajó en el Instituto de Virología. En 1972 se trasladó a la recién fundada Universidad de Erlangen-Núremberg y en 1977 a la Universidad de Friburgo (Brisgovia).
De 1983 hasta 2003, zur Hausen fue presidente y miembro de la junta de asesoramiento científico alemán del Centro de Investigación sobre el Cáncer (DKFZ). También es redactor jefe de la Internacional Journal of Cancer.
Su ámbito específico de investigación fue el origen del cáncer causado por infecciones víricas. En 1976 publicó la hipótesis de que el virus del papiloma humano jugaba un papel importante en la causa del cáncer de cuello de útero. Sus trabajos científicos junto con los de la epidemiologa colombiana Nubia Muñoz llevaron al desarrollo de una vacuna contra dicho virus que llegó al mercado en 2006.
Recibió el premio Gairdner Foundation International Award en 2008 por sus contribuciones a la ciencia médica y el Premio Nobel de Medicina el mismo año, junto a Françoise Barré-Sinoussi y Luc Montagnier.

## Obra
- Gegen Krebs – historia de una idea provocadora.[5] Rowohlt 2010. ISBN 978-3-498-03001-8
- Was tun gegen Krebs? Audio-CD, 76 min Konzeption und Regie: Klaus Sander. Erzähler: Harald zur Hausen. Berlín: supposé 2008. ISBN 978-3-932513-84-8
- Infections Causing Human Cancer. Weinheim: Wiley-VCH 2006. ISBN 978-3-527-31056-2
- Genom und Glaube. Der unsichtbare Käfig. Berlín: Springer 2001
- Papillomviren und Krebserreger, Geburtshilfe und Frauenheilkunde 58 (1998) 291–296, Online unter

## Literatura
- C. Eberhard-Metzger, S. Seltmann: Harald zur Hausen – Nobelpreis für Medizin 2008. Centro Alemán de Estudios del Cáncer (Editor)

## Premios
- Premio Robert Koch (1975)
- Premio Charles S. Mott (1986)
- Paul-Ehrlich-und-Ludwig-Darmstaedter-Preis (1994)
- Medalla Virchow de la Universidad de Würzburg (2000)
- Premio San Marino de Medicina (2002)
- Gran Cruz del Mérito (2004)
- Premio alemán de ayuda contra el cáncer (2006)
- Premio William B. Coley a la investigación distinguida en inmunología básica y tumoral en 2006 (con Ian Frazer )
- Premio AACR a la trayectoria en la investigación del cáncer (2008)
- Premio Internacional de la Fundación Gairdner (2008)
- Premio Nobel de Fisiología o Medicina (2008)
- Títulos honoríficos de las universidades de Chicago, Umeå, Praga, Salford, Helsinki, Erlangen-Nuremberg, Ferrara, Guadalajara y Salerno
- Miembro correspondiente de la Academia de Ciencias y Artes de Eslovenia (junio de 2015)